# Малая Пера (река)
Малая Пера — река в России, протекает по району Сосногорск Республики Коми. Длина реки составляет 47 км.
Начинается на восточной окраине посёлка Малая Пера у железнодорожной линии Сосногорск — Воркута. Течёт через тайгу в восточном направлении. В низовьях ширина реки — 12 метров, глубина — 1,5 метра, скорость течения воды 0,6 м/с. В приустьевой части направляется на север параллельно Большой Пере. Устье реки находится в 152 км по правому берегу реки Лемъю на высоте 108,3 метра над уровнем моря.
Основной приток — речка Лунвож — впадает справа.

## Данные водного реестра
По данным государственного водного реестра России относится к Двинско-Печорскому бассейновому округу, водохозяйственный участок реки — Печора от водомерного поста у посёлка Шердино до впадения реки Уса, речной подбассейн реки — бассейны притоков Печоры до впадения Усы. Речной бассейн реки — Печора.
Код объекта в государственном водном реестре — 03050100212103000061098.